# Janez Šmidovnik
Janez Šmidovnik, slovenski pravnik, 20. marec 1921, Tunjice pri Kamniku, † januar 2016
Diplomiral je 1947, doktoriral pa 1968 na Pravni fakulteti v Ljubljani. Od 1949 je deloval v vladnih službah za zakonodajo, hkrati pa od 1958 predaval na Višji upravni šoli (kasneje Visoka upr. šola oz. Fakulteta za upravo), od 1987 kot redni profesor za javno upravo. Bil je zlasti strokovnjak za lokalno samoupravo, o kateri je napisal prvo znanstveno delo na Slovenskem (1995).

## Odlikovanja in nagrade
Leta 2001 je prejel srebrni častni znak svobode Republike Slovenije z naslednjo utemeljitvijo: »za zasluge pri izgradnji pravnega sistema Republike Slovenije, posebej na področju državne in javne uprave ter lokalne samouprave ob 80-letnici«. Univerza v Ljubljani mu je podelila zlato plaketo.